# 3 دي أو

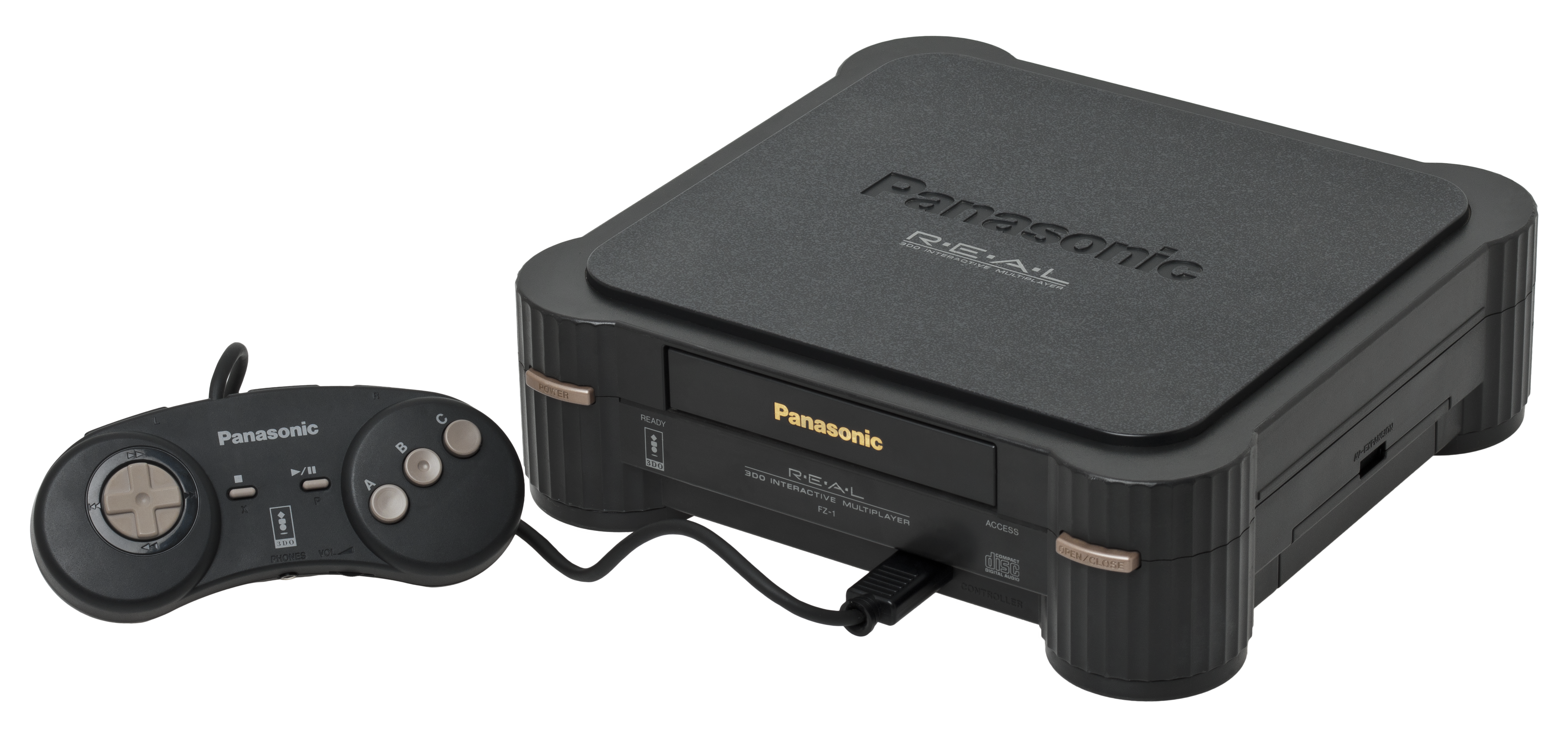
نظام التشغيل للحاسوب ثري دي أو أنتجته شركة باناسونيك اليابانية.

جهاز ثري دي أو التفاعلي للعب المتعدد (3DO Interactive Multiplayer)، والمعروف اختصاراً بجهاز ثري دي أو(3DO): جهاز ألعاب فيديو منزلي تم تطويره من قبل شركة ثري دي أو The 3DO Company. تصنيع الجهاز لم يكن من قبل الشركة نفسها، كما أن فكرة تصنيع هذه المنصة جاءت من قبل مدير الأعمال ومؤسس شركة إلكترنيك آرتس تريب هاوكينز Trip Hawkins وتم تصنيعه دي أو من قبل أتحاد شركات يضم كل من:باناسونيك، جولدستار، سانيو وإل جي. أنتجت باناسونيك النماذج الأولى من الجهاز في عام 1993، ولاحقاً تم تزويده بعدد من الملحقات والهاردوير في عام 1994 من قبل شركتي سانيو وجولد ستار(شركة إل جي حاليا).
على الرغم من إطلاق الثري دي أو الذي رُوج له بشدة، حتى أن مجلة التايم اطلقت عليه لقب«منتج العام» لسنة 1993، ودعمه للتقنيات المتطورة والحديثة، إلا أنه لم يحقق نجاحاً مذكوراً أمام أجهزة الشركات العريقة في مجال ألعاب الفيديو مثل شركة نينتيندو وسيجا، بسبب السعر المرتفع للجهاز، ولذلك، فقد توقف إنتاج الجهاز بعد ثلاث سنوات فقط من إطلاقه عام أي في أواخر عام 1996.
وفقاً لما تم نشره في العدد التسعين من مجلة (GamesMaster) البريطانية المخنتصة في مجال ألعاب الفيديو، فإن أفضل خمس ألعاب تم أصداراها للثري دي أو هي (حسب الأفضل): Crash and Burn و Super Street Fighter 2 TurboوReturn Fire و John Madden Football و Fifa Soccer.

## النسخ المختلفة من الجهاز
قامت عدة شركات بإنتاج نسخة من جهاز الثري دي أو وإطلاقها للأسواق، وتعد نسخة شركة باناسونيك هي الأشهر والأكثر شيوعاً. وفيما يلي عرض موجز لهذه النسخ:
- Panasonic FZ-1 R.E.A.L. 3DO Interactive Multiplayer: تم إطلاقه في اليابان وآسيا وأمريكا الشمالية وأوروبا، وهو أول نسخة من جهاز الثري دي أو. سعره كان يبلغ حوالي 700 دولار في الولايات المتحدة. تم تخفيض السعر لاحقا إلى 400 دولار في خريف عام 1994.
- Panasonic FZ-10 R.E.A.L. 3DO Interactive Multiplayer: تم إطلاقه في اليابان وأمريكا الشمالية وأوروبا.
- Panasonic ROBO 3DO: في اليابان فقط.
- GoldStar 3DO Interactive Multiplayer
- Sanyo TRY 3DO Interactive Multiplayer
- Creative 3DO Blaster

## روابط خارجية
- 3DO على مشروع الدليل المفتوح